# Saroj Khaparde
Saroj Khaparde (* 15. August 1941 in Bombay, damals Britisch-Indien) ist eine ehemalige indische Politikerin des Indischen Nationalkongresses (INC), die zwischen 1972 und 1974 sowie erneut von 1976 bis 2000 Mitglied der Rajya Sabha war. Sie war ferner zwischen 1980 und 1982 sowie von 1986 bis 1989 Staatsministerin und bekleidete zuletzt von 1994 bis 2000 das Amt einer Vizepräsidentin der Rajya Sabha.

## Leben
Saroj Khaparde wurde am 3. April 1972 erstmals für den Indischen Nationalkongress Mitglied der Rajya Sabha, des Oberhauses des indischen Parlaments und gehörte dieser zunächst bis zum 2. April 1974 an. In dieser Zeit bekleidete sie in der zweiten Regierung von Premierministerin Indira Gandhi zwischen 1972 und 1974 auch das Amt einer Staatsministerin für Gesundheit.
Am 3. April 1976 wurde sie erneut als Vertreterin der Kongresspartei Mitglied der Rajya Sabha und gehörte dieser nunmehr 24 Jahre lang bis zum 2. April 2000 an. In dieser Zeit wurde sie 1976 von Premierministerin Indira Gandhi zur Staatsministerin für Familienwohlfahrt in deren zweite und dritte Regierung berufen und gehörte dieser bis 1982 an. Danach war sie zwischen 1982 und 1984 Vorsitzende des sogenannten House Committee, einem Ausschuss, dem die Vorsitzenden der Ausschüsse der Rajya Sabha angehören.
Während der Amtszeit von Premierminister Rajiv Gandhi gehörte sie von 1984 bis 1989 dessen Regierung an, und zwar zunächst als Staatsministerin für Gesundheit und soziale Wohlfahrt von 1984 bis 1988, als Staatsministerin für Gesundheit zwischen 1988 und 1989 sowie zuletzt 1989 als Staatsministerin für Textilien. Während dieser Zeit legte sie unter anderem 1986 einen Gesetzesentwurf zur Vorbeugung gegen die Verfälschung von Lebensmitteln vor. Als Staatsministerin für Gesundheit unterstützte sie das Polio Plus-Projekt von Rotary International.
In der letzten Legislaturperiode war Saroj Khaparde von 1994 bis 2000 Vizepräsidentin der Rajya Sabha. Zugleich war sie 1996 sowie erneut 1998 bis 2000 Vorsitzende des Oberhausausschusses für untergeordnete Gesetzgebung und zwischenzeitlich von 1996 bis 1998 Vorsitzende des Ausschusses der Rajya Sabha für Zusicherungen der Regierung.